# Recenzovaný časopis
Recenzovaný časopis je odborný časopis, jehož příspěvky jsou recenzovány. Standardním postupem v redakci vědeckého časopisu je zadat recenzi obvykle dvěma nezávislým odborníkům, kteří pro autora (autory) zůstanou neznámí.
S příchodem internetu se však někteří vydavatelé odborných periodik stali spíše brzdou šíření poznatků. Přijímají příspěvky vědců (včetně recenzních posudků) elektronicky za takových podmínek, že je odradí. Mike Taylor, paleobiolog a programátor University of Bristol ve Velké Británii, uvádí, že redakce většiny časopisů mají přísná pravidla pro formátování textu, která musí autoři zasílaného rukopisu dodržet. Stačí triviální chyby ve formátování textu a to, že autor použije například spojovník namísto pomlčky, a text je odmítnut.
Vědci se bránili několika způsoby, asi nejúspěšněji založením neziskového vydavatelství v roce 2003. Public Library of Science (PLoS) vydává sedm časopisů s otevřeným přístupem. Jeden z nich, PLoS ONE se stal největším akademickým časopisem na světě s 13 798 články publikovanými v roce 2011. Časopisy s otevřeným přístupem přitom mohou být vlivné: PLoS Biology má trvale vysoký impakt faktor. (PLoS však tradiční a problematické hodnocení na svých webových stránkách neuvádí.)
Kromě dvou uvedených časopisů začal PLoS ve stejném roce (2006) vydávat PLoS Medicine, PLoS Computational Biology, PLoS Genetics, PLoS Pathogens a PLoS Clinical Trials.